# Південний Парк (сезон 4)
Четвертий сезон американського анімаційного телесеріалу «Південний Парк» вперше транслювався в США на телеканалі Comedy Central з 5 квітня по 20 грудня 2000 року.
Це перший сезон, в якому Мері Кей Бергман не є постійним учасником серіалу, що озвучувала багато жіночих голосів у серіалі. Бергман вчинила самогубство 11 листопада 1999 року. Еліза Шнайдер і Мона Маршалл замінили Мері Кей Бергман у четвертому сезоні після її смерті.

## Акторський склад

### Основний склад
- Трей Паркер — Стен Марш / Ерік Картмен / Ренді Марш / містер Гарісон / Клайд Донован / містер Хенкі / Містер Мекі / Стівен Стотч / Джиммі Волмер / Тіммі Барч / Філліп
- Метт Стоун — Кайл Брофловскі / Кенні Маккормік / Баттерс Стотч / Джеральд Брофловські / Стюарт Маккормік / Піп Піріп / Крейг Такер / Джимбо Керн / Терренс / Ісус
- Еліза Шнайдер — Ліен Картмен / Шеллі Марш / Шерон Марш / мер Мекденіелс / місіс Маккормік / Венді Тестабургер / директорка Вікторія / міс Крабтрі
- Мона Маршалл — Шейла Брофловські / Лінда Стотч
- Айзек Гейз — Шеф

### Запрошені зірки
- Річард Белзер — Лугі
- Чич Марін — Карлос Рамірес
- Діана Бахар — Кріс
- Малкольм Макдавелл — Типовий англієць[3]
- Луїс Прайс[en] — Корнуоліс (вокал)[4]

## Епізоди
| № загальний | № в сезоні | Назва                                                                         | Режисер                 | Автор сценарію                            | Дата прем'єри     | Виробничий код |
| --- | ---------- | ----------------------------------------------------------------------------- | ----------------------- | ----------------------------------------- | ----------------- | -------------- |
| 49 | 1          | «Зубна фея 2000» «The Tooth Fairy's Tats 2000»                                | Трей Паркер             | Трей Паркер, Метт Стоун та Ненсі Піментал | 5 квітня 2000     | 402            |
| Друзі дізнаються, що зубна фея — вигадка, і збираються розбагатіти за рахунок цього міфу. Але незабаром виявляється, що ідея спала на думку не тільки їм.                                     |            |                                                                               |                         |                                           |                   |                |
| 50 | 2          | «Тупий расовий злочин Картмена 2000» «Cartman's Silly Hate Crime 2000»        | Трей Паркер й Ерік Стоф | Трей Паркер                               | 12 квітня 2000    | 401            |
| Картмен кидає каменем у Токена, що розцінюється як расова нетерпимість. Він потрапляє до в'язниці.                                                                                            |            |                                                                               |                         |                                           |                   |                |
| 51 | 3          | «Тіммі 2000» «Timmy 2000»                                                     | Трей Паркер             | Трей Паркер                               | 19 квітня 2000    | 404            |
| Усім дітям Південного Парку ставлять хибний діагноз «синдром дефіциту уваги». Новачок класу — розумово відсталий Тіммі — вступає в рок-групу і стає її лідером.                               |            |                                                                               |                         |                                           |                   |                |
| 52 | 4          | «Схиблені пятірчата або Румунські близнючки 2000» «Quintuplets 2000»          | Трей Паркер             | Трей Паркер                               | 26 квітня 2000    | 403            |
| Друзі намагаються сховати румунських п'ятірняшок-гімнасток, які виступають у цирку, від уряду, щоб їм не довелося залишити країну. Кенні їде до Європи, де стає професійним оперним співаком. |            |                                                                               |                         |                                           |                   |                |
| 53 | 5          | «Картмен вступає в NAMBLA» «Cartman Joins NAMBLA»                             | Ерік Стоф               | Трей Паркер                               | 21 червня 2000    | 406            |
| Картмен хоче знайти більш дорослих друзів і вступає до NAMBLA. Батьки Кенні вирішують завести ще одну дитину.                                                                                 |            |                                                                               |                         |                                           |                   |                |
| 54 | 6          | «Тампон з волосся індіанця черокі» «Cherokee Hair Tampons»                    | Трей Паркер             | Трей Паркер                               | 28 червня 2000    | 407            |
| Кайл важко хворіє; мати намагається лікувати його засобами народної медицини, а Стен хоче змусити Картмена пожертвувати смертельно хворому Кайлу одну з його нирок.                           |            |                                                                               |                         |                                           |                   |                |
| 55 | 7          | «Шеф втрачає терпіння» «Chef Goes Nanners»                                    | Трей Паркер й Ерік Стоф | Трей Паркер                               | 5 липня 2000      | 408            |
| Шеф свариться із містом через прапор Південного Парку, вважаючи його расистським. Венді з жахом розуміє, що починає відчувати почуття до Картмена.                                            |            |                                                                               |                         |                                           |                   |                |
| 56 | 8          | «Щось що можна робити пальцем» «Something You Can Do with Your Finger»        | Трей Паркер             | Трей Паркер                               | 12 липня 2000     | 409            |
| Друзі разом із Венді організують хлопчикову групу, але батько Стена, згадавши свій досвід участі у бой-бенді, категорично проти.                                                              |            |                                                                               |                         |                                           |                   |                |
| 57 | 9          | «Чи потрапляють розумово відсталі до пекла?» «Do the Handicapped Go to Hell?» | Трей Паркер             | Трей Паркер                               | 19 липня 2000     | 410            |
| Після проповіді отця Максі друзі починають цікавитися, чи потрапляють розумово неповноцінні або євреї до раю. Саддам Хусейн повертається до пекла і знову зустрічається із Сатаною.           |            |                                                                               |                         |                                           |                   |                |
| 58 | 10         | «Можливо» «Probably»                                                          | Трей Паркер             | Трей Паркер                               | 26 липня 2000     | 411            |
| Картмен та друзі створюють власну церкву всупереч волі батьків. У пеклі Сатані доводиться обирати одного з двох коханців.                                                                     |            |                                                                               |                         |                                           |                   |                |
| 59 | 11         | «Четвертий клас» «4th Grade»                                                  | Трей Паркер             | Трей Паркер                               | 8 листопада 2000  | 412            |
| Друзі переходять у четвертий клас. У них нова вчителька — міс Заглотнік. Містер Гарісон, зрештою визнає, що він гомосексуаліст.                                                               |            |                                                                               |                         |                                           |                   |                |
| 60 | 12         | «Шкілький портфель» «Trapper Keeper»                                          | Трей Паркер             | Трей Паркер                               | 15 листопада 2000 | 413            |
| Картмен оволодів небезпечним пристроєм, здатним захопити світ. У дитячому садку клас містера Гарісона влаштовує вибори з незрозумілим результатом.                                            |            |                                                                               |                         |                                           |                   |                |
| 61 | 13         | «Гелен Келлер! Мюзикл» «Helen Keller! The Musical»                            | Трей Паркер             | Трей Паркер                               | 22 листопада 2000 | 414            |
| Четвертий клас хоче зробити на основі постановки про Гелен Келлер мюзикл. Тіммі заводить собі індичку-інваліда.                                                                               |            |                                                                               |                         |                                           |                   |                |
| 62 | 14         | «Піп» «Pip»                                                                   | Ерік Стоф               | Трей Паркер                               | 29 листопада 2000 | 405            |
| Переказ твору Чарльза Діккенса «Великі сподівання». У головній ролі — Піп. |            |                                                                               |                         |                                           |                   |                |
| 63 | 15         | «Табір для товстунів» «Fat Camp»                                              | Трей Паркер             | Трей Паркер                               | 6 грудня 2000     | 415            |
| Картмена відправляють до табору для схуднення. Кенні стає надзвичайно популярний, роблячи гидкі речі за гроші.                                                                                |            |                                                                               |                         |                                           |                   |                |
| 64 | 16         | «Історія про мерзенні залицяння» «The Wacky Molestation Adventure»            | Трей Паркер             | Трей Паркер                               | 13 грудня 2000    | 416            |
| Діти гніваються на батьків та заявляють до поліції, ніби батьки їх домагалися. У результаті в місті залишаються самі діти, і починається війна.                                               |            |                                                                               |                         |                                           |                   |                |
| 65 | 17         | «Дуже лайнисте Різдво» «A Very Crappy Christmas»                              | Едріен Бірд             | Трей Паркер                               | 20 грудня 2000    | 417            |
| Всім набридло Різдво, ніхто в Південному Парку не хоче його святкувати, але друзі намагаються врятувати свято. Кайл звертається до містера Генкі, але той зайнятий проблемами сім'ї.          |            |                                                                               |                         |                                           |                   |                |